# Liste von Flüssen und Kanälen in Mecklenburg-Vorpommern

Übersichtskarte der wichtigsten Flüsse in MV

Die Liste von Flüssen und Kanälen in Mecklenburg-Vorpommern ist eine unvollständige Auflistung von Fließgewässern, die vollständig oder teilweise durch Mecklenburg-Vorpommern verlaufen oder das Land an seinen Grenzen tangieren.
| Name                                                 | Länge in km (ca.)           | Quelle/Ursprung                                                                                       | Mündung und weiterer Abflussweg | Bemerkungen | Bild                                                         |
| ---------------------------------------------------- | --------------------------- | --- | --- | --- | ------------------------------------------------------------ |
| Aalbach                                              |                             | südöstlich von Klaber                                                                                 | Übergang in Lößnitz → Nebel → Warnow → Ostsee | Bezeichnung des oberen Abschnitts eines gemeinsamen Flusslaufs mit der Lößnitz, Namensänderung etwa bei Reinshagen |                                                              |
| Aalbach (auch Malliner Bach, Malliner Wasser)        |                             | Malliner See                                                                                          | Tollense → Peene → Ostsee | | Aalbach bei der Zirzower Mühle                               |
| Alte Elde                                            |                             | Elde                                                                                                  | Löcknitz → Elbe → Nordsee | Der Name bezeichnet heute den ursprünglichen Verlauf der Elde ab Eldena mit Mündung in die Löcknitz sowie Altarme des staugeregelten Flusses Elde | Alte Elde bei Alt Eldenburg                                  |
| Alte Fahrt                                           |                             | Austritt als Bolter Kanal am Ostufer der Müritz                                                       | Mirower See → Müritz-Havel-Wasserstraße → Havel → Elbe → Nordsee                                                                                         | war bis zur Fertigstellung des Mirower Kanals 1936 die einzige schiffbare Verbindung zwischen der Müritz und den Gewässern um Mirow und der Oberen Havel |                                                              |
| Mühlenbach (bei Ankershagen)                         |                             | Mühlensee                                                                                             | Wurzenbach → Aalbach → Tollense → Peene → Ostsee | Der Mühlensee gehörte zum ursprünglichen Havelquellgebiet |                                                              |
| Aubach                                               | 24                          | Kleiner Dambecker See                                                                                 | Pfaffenteich → Ziegelsee → (Heidensee) → Schweriner See → - Stör/Störkanal → Elde → Elbe → Nordsee - Wallensteingraben → Ostsee                          | | Aubach zwischen Schwerin und Kirch Stück                     |
| Augraben                                             | 17                          | Korleputer Mühlenbach (gemeinsamer Quellfluss mit der Recknitz)                                       | Nebel → Warnow → Ostsee | | Augraben unterhalb des Schlosses Rossewitz                   |
| Augraben                                             | 40                          | Ivenacker See                                                                                         | Tollense → Peene → Ostsee | | Augraben im Wald bei Zachariae                               |
| Barthe                                               | 35                          | Borgwallsee                                                                                           | Ostsee | | Barther Strom bei Pruchten                                   |
| Beek                                                 |                             | östlich von Wittenhagen                                                                               | Kronhorster Trebel → Trebel → Peene → Ostsee | |                                                              |
| Beke                                                 | 21                          | verlandeter Neukirchener See bei Klein Belitz                                                         | Warnow → Ostsee | | Beke in Schwaan                                              |
| Bietnitz                                             | 5                           | nördlich von Peckatel                                                                                 | Pinnower See → Mühlensee → Mühlenfließ → Warnow → Ostsee                                                                                                 | |                                                              |
| Blinde Trebel                                        | 13                          | Richtenberger See                                                                                     | Trebel → Peene → Ostsee | | Beginn der Blinden Trebel als Ablauf des Richtenberger Sees  |
| Boize                                                | 30                          | nahe Seedorf (Schleswig-Holstein)                                                                     | Sude → Elbe → Nordsee | mündete bis zur Verlegung der Sude-Mündung 1983 direkt in die Elbe | Boize in Schwartow                                           |
| Bolter Kanal                                         |                             | Austritt am Ostufer der Müritz bei Bolter Mühle                                                       | Caarpsee → mehrere Seen → Mirower See → Müritz-Havel-Wasserstraße → Havel → Elbe → Nordsee                                                               | Teil der Alten Fahrt |                                                              |
| Brebowbach                                           | 15                          | bei Steinfurth                                                                                        | Peenestrom → Ostsee | | Bewachsener Oberlauf des Brebowbaches                        |
| Brenzer Kanal                                        | 17                          | Abzweig aus der Elde westlich von Garwitz                                                             | Elde → Elbe → Nordsee | künstlicher Seitenarm der Elde, 1862/63 zur Entwässerung eines Teils der Lewitz angelegt | Brenzer Kanal nahe dem Flugplatz Neustadt-Glewe              |
| Bresenitz                                            |                             | im Südwesten von Reimershagen                                                                         | Mildenitz → Warnow → Ostsee | | Bresenitz in Garder Mühle                                    |
| Brüeler Bach                                         | 2                           | östlich von Brüel                                                                                     | Mühlenbach → Warnow → Ostsee | |                                                              |
| Bützow-Güstrow-Kanal                                 |                             | Trennung von Nebel-Lauf nahe Lüssow                                                                   | Zusammenfluss mit der Nebel bei Wolken → Warnow → Ostsee                                                                                                 | errichtet bis Ende 1896 als Teil einer ursprünglich geplanten Binnenwasserstraße von Rostock nach Berlin | Bau des Güstrow-Bützow-Kanals 1896                           |
| Carbäk                                               | 18                          | östlich von Steinfeld                                                                                 | Warnow → Ostsee | |                                                              |
| Dahmer Kanal                                         | 7                           | Malchiner See                                                                                         | Peenekanal → Westpeene → Peene → Ostsee | 1876 auf Initiative der damaligen Zuckerfabrik in Dahmen errichteter Kanal | Dahmer Kanal                                                 |
| Datze                                                | 30                          | nördlich von Warlin (Scheitelpunkt)                                                                   | - Landgraben → (Mittelgraben) → Großer Landgraben → Tollense → Peene → Ostsee - Landgraben → Zarow → Stettiner Haff → Ostsee - Tollense → Peene → Ostsee | Pseudobifurkation: zwei Mündungen | Datze in Neubrandenburg                                      |
| Delvenau                                             | 50                          | bei Büchen                                                                                            | Elbe → Nordsee | Die Delvenau bildet einen Teil der Landesgrenze zu Schleswig-Holstein. Sie war früher Teil des Stecknitzkanals. |                                                              |
| Dollbek                                              | 1                           | Gobenowsee                                                                                            | Labussee → Müritz-Havel-Wasserstraße → Havel → Elbe → Nordsee                                                                                            | |                                                              |
| Dosse                                                | 94                          | nordöstlich von Meyenburg                                                                             | Havel → Elbe → Nordsee | verläuft auf südlicher Landesgrenze |                                                              |
| Dove Elde                                            |                             | Elde                                                                                                  | Elbe → Nordsee | ehemaliger Verlauf und heute Seitenarm der (Neuen) Elde (Elde-Seitenkanal) in Dömitz | Steinschleuse in Dömitz                                      |
| Drosedower Bek                                       | 3                           | Rätzsee                                                                                               | Gobenowsee → Müritz-Havel-Wasserstraße → Havel → Elbe → Nordsee                                                                                          | |                                                              |
| Duwenbeek                                            | 28                          | Bergen auf Rügen                                                                                      | Ostsee | |                                                              |
| Elbe                                                 | 1094                        | im Riesengebirge (Tschechien)                                                                         | Nordsee | verläuft an südwestlicher Landesgrenze (2 Grenzstrecken, insgesamt rund 21 km) | Elbe bei Dömitz                                              |
| Elde                                                 | 208                         | bei Darze                                                                                             | Elbe → Nordsee | längster Fluss innerhalb Mecklenburg-Vorpommerns | Elde in Plau am See                                          |
| Elde-Seitenkanal (auch Eldekanal, früher: Neue Elde) | 20                          | unterer Elde-Lauf ab Eldena                                                                           | Elbe → Nordsee | Teil der Müritz-Elde-Wasserstraße, errichtet bis 1572 als direkte Verbindung zur Elbe auf mecklenburgischem Territorium | Mündung des Eldekanals in Dömitz                             |
| Fauler Graben (Landgraben)                           |                             | Abzweig vom Landgraben bei Friedland                                                                  | Landgraben → Zarow → Stettiner Haff → Ostsee | südlicher Parallelgraben zum Landgraben |                                                              |
| Fleethgraben                                         |                             | Abzweig vom Golmer Mühlbach südöstlich von Friedland                                                  | Landgraben → Zarow → Stettiner Haff → Ostsee | |                                                              |
| Fulgenbach                                           | 8                           | östlich von Steffenshagen                                                                             | Ostsee | Der Fulgenbach erhält etwa die Hälfte des Wassers des Bollhäger Fließes |                                                              |
| Gadebuscher Bach                                     | 9                           | südöstlich von Gadebusch                                                                              | Speicher Faulmühle → Stepenitz → Dassower See → Trave → Ostsee                                                                                           | | Speicher Faulmühle                                           |
| Gätenbach                                            |                             | Abzweig von der Linde in Neubrandenburg                                                               | Tollensesee → Tollense → Peene → Ostsee | | Gätenbach am Kulturpark in Neubrandenburg                    |
| Gehlsbach                                            | 24                          | westlich von Ganzlin                                                                                  | Elde → Elbe → Nordsee | | Gehlsbach bei Klein Pankow                                   |
| Göbengraben                                          |                             | östlich von Zapel (Brandenburg)                                                                       | Alte Elde → Löcknitz → Elbe → Nordsee | |                                                              |
| Godendorfer Mühlenbach                               |                             | Zusammenfluss mehrerer Gräben, u. a. Abfluss aus dem Grammentiner Teich, bei Wokuhl-Dabelow           | Godendorfer See → weitere Seen → Havel → Elbe → Nordsee                                                                                                  | |                                                              |
| Goldbach                                             | 14                          | westlich von Tützpatz                                                                                 | Tollense → Peene → Ostsee | |                                                              |
| Golmer Mühlbach                                      |                             | bei Golm                                                                                              | Galenbecker See → Weißer Graben → Zarow → Stettiner Haff → Ostsee                                                                                        | wird durch die Talsperre Brohm gestaut | der Golmer Mühlbach bei „Alte Mühle“                         |
| Göwe                                                 | 8                           | Abfluss des Glambecksees                                                                              | Warnow → Ostsee | |                                                              |
| Groote Beek                                          | 2                           | Abfluss aus dem Schmollensee                                                                          | Achterwasser → Ostsee | |                                                              |
| Großer Landgraben                                    | 11                          | Zusammenfluss von Kleiner Landgraben, Landgraben und Mittelgraben (Neuer Graben) südlich von Japenzin | Tollense → Peene → Ostsee | | Großer Landgraben bei Klempenow                              |
| Grube (auch Mühlenbach)                              | 2                           | Mühlenteich                                                                                           | Ostsee | in der Innenstadt Wismars unterteilt in Mühlengrube, Frische Grube und Runde Grube | Grube an der Alten Stadtmühle in Wismar                      |
| Hanshäger Bach                                       | 12 (ohne Brandmühlengraben) | Zusammenfluss von Brandmühlengraben und Schwarzem Furtgraben bei Hanshagen                            | Ziese → Ostsee | | Brücke über den Hanshäger Bach bei Kemnitz                   |
| Harkenbäk                                            | 6                           | westlich des Schippmannsberges bei Dassow                                                             | Ostsee | |                                                              |
| Havel                                                | 334                         | bei Ankershagen                                                                                       | Elbe → Nordsee | | Havel bei Priepert                                           |
| Hellbach                                             |                             | Zusammenfluss zweier Gräben nördlich von Gerdshagen                                                   | Ostsee | |                                                              |
| Ibitzbach                                            |                             | Zusammenfluss dreier Gräben (u. a. Ibitzgraben) nordwestlich von Loitz                                | Peene → Ostsee | |                                                              |
| Jasenitz                                             | 4                           | Abfluss aus Spendiner See nordöstlich von Dobbertin                                                   | Dobbertiner See → Mildenitz → Warnow → Ostsee | | Jasenitz bei Hellberg                                        |
| (Voßwinkler) Kammerkanal                             | 5                           | Zierker See                                                                                           | Woblitzsee → Havel → Elbe → Nordsee | Teil der Oberen Havel-Wasserstraße |                                                              |
| Kabach                                               | 4                           | Wald bei Krummsee                                                                                     | Kittendorfer Peene, Ostpeene, Peene, Ostsee | 800 m lang unter der Erde |                                                              |
| Karwe                                                |                             | bei Pirow (Brandenburg)                                                                               | Löcknitz → Elbe → Nordsee | Quelle und Mündung liegen in Brandenburg |                                                              |
| Kittendorfer Peene                                   | 28                          | Abfluss aus Schwandter See bei Schwandt                                                               | Ostpeene → Peene → Ostsee | |                                                              |
| Kleine Beke                                          | 10,5                        | Beginnt bei Gnemern, Quellbach ist der Seebach vom Großtessiner See                                   | Beke → Warnow → Ostsee | Oberlauf im NSG „Beketal“. Nebenfluss ist u. a. die Tessenitz |                                                              |
| Kleine Sude                                          |                             | Übergang/gemeinsamer Flusslauf aus/mit Schmaar                                                        | Sude → Elbe → Nordsee | |                                                              |
| Kleiner Landgraben                                   | 16                          | bei Brunn (Mecklenburg) (Scheitelpunkt)                                                               | - Tollense → Peene → Ostsee - Großer Landgraben → Tollense → Peene → Ostsee                                                                              | Pseudobifurkation: zwei Mündungen |                                                              |
| Kösterbeck                                           | 15                          | Zusammenfluss von Moehlenbäk und mehrerer Entwässerungsgraben des Teufelsmoors südlich von Sanitz     | Warnow → Ostsee | |                                                              |
| Krainke                                              | 35                          | westlich von Woosmer                                                                                  | Sude → Elbe → Nordsee | |                                                              |
| Kronhorster Trebel                                   | 17                          | südöstlich von Franzburg                                                                              | Trebel → Peene → Ostsee | Quellfluss der Trebel |                                                              |
| Kuckucksgraben                                       |                             | südwestlich von Jarmen                                                                                | Peene → Ostsee | |                                                              |
| Küstriner Bach                                       | 11                          | Krüselinsee (Abfluss)                                                                                 | Oberpfuhl → weitere Seen → Havel → Elbe → Nordsee | |                                                              |
| Laakkanal                                            | 5                           | südlich von Rostock Diedrichshagen                                                                    | Unterwarnow → Ostsee | Oberlauf ist verrohrt. Gewässer wird geschöpft. |                                                              |
| Landgraben                                           | 33                          | Datzemündung nördlich von Friedland                                                                   | - (Mittelgraben) → Großer Landgraben → Tollense → Peene → Ostsee - Zarow → Stettiner Haff → Ostsee                                                       | |                                                              |
| Landgraben                                           |                             | Schwarzmühlenteich auf der Landesgrenze nach Schleswig-Holstein bei Lübeck                            | - Trave → Ostsee - Wakenitz → Ostsee | Pseudobifurkation: zwei Mündungen, Teil der Lübecker Landwehr, angelegt unter Ausnutzung natürlicher Gewässer, verläuft an der Westgrenze Mecklenburg-Vorpommerns | Straßenbrücke über den Landgraben bei Herrnburg              |
| Linde                                                |                             | westlich von Woldegk                                                                                  | (Gätenbach → Tollensesee) → Tollense → Peene → Ostsee | Der überwiegende Teil des Wassers fließt über den künstlich angelegten Gätenbach direkt in den Tollensesee ab. | Linde in Neubrandenburg                                      |
| Löcknitz                                             | 66                          | bei Ziegendorf                                                                                        | Elbe → Nordsee | Bis etwa 1900 wurde der Flusslauf ab der Vereinigung mit der Alten Elde bei Seedorf als der der Alten Elde angesehen; Mündung wurde 1973 von Klein Schmölen nach Wehningen (heute in Niedersachsen) verlegt; verlängerter Flusslauf wird auch als Neue Löcknitz bezeichnet. | Löcknitz bei Dömitz                                          |
| Lößnitz                                              |                             | als Aalbach südöstlich von Klaber                                                                     | Nebel → Warnow → Ostsee | Bezeichnung des unteren Abschnitts eines gemeinsamen Flusslaufs mit dem Aalbach, Namensänderung etwa bei Reinshagen |                                                              |
| Ludwigsluster Kanal                                  | 28                          | aus Neuem Kanal bei Tuckhude                                                                          | Rögnitz → Sude → Elbe → Nordsee | von 1756 bis 1760 zum Betrieb von Wasserspielen und -läufen im Park des zu errichtenden Residenzschlosses in Ludwigslust angelegt | Durch den Ludwigsluster Kanal betriebene Kaskade am Schloss  |
| Maurine                                              | 20                          | zwischen Carlow und Groß Rünz                                                                         | Stepenitz → Dassower See → Trave → Ostsee | | Maurine in Schönberg                                         |
| Meyn(bach)                                           |                             | bei Hühnerland (Scheitelpunkt)                                                                        | - Alte Elde → Löcknitz → Elbe → Nordsee - Tarnitz → Löcknitz → Elbe → Nordsee                                                                            | Pseudobifurkation: zwei Mündungen |                                                              |
| Mildenitz                                            | 62                          | nordwestlich von Plau am See                                                                          | Warnow (Fluss) → Ostsee | | Mildenitz im NSG Klädener Plage                              |
| Mildenitzkanal                                       | 6                           | Abzweig von der Mildenitz, 500 m unterhalb der Rothener Sees,                                         | Trenntsee → Mildenitz → Warnow → Ostsee | teilweise verrohrt, Wasserkraftwerk Zülow im Verlauf mit Fallhöhe von 22 m | Wasserkraftwerk Zülow im Verlauf des Mildenitzkanals         |
| Mirower Kanal                                        | 10                          | Kleine Müritz                                                                                         | Müritz-Havel-Wasserstraße → Havel → Elbe → Nordsee | errichtet 1935/1936, nordwestlicher Teil der Müritz-Havel-Wasserstraße | Schleuse in Mirow                                            |
| Mittelgraben (auch Neuer Graben)                     |                             | | Großer Landgraben → Tollense → Peene → Ostsee | Parallelgraben zum Landgraben |                                                              |
| Mooster(bach)                                        | 12                          | östlich der Ruhner Berge bei Suckow                                                                   | Elde → Elbe → Nordsee | | Mooster bei Groß Pankow                                      |
| Motel                                                | 40                          | bei Harst                                                                                             | Schilde → Schaale → Sude → Elbe → Nordsee | |                                                              |
| Motel                                                | 11                          | bei Brahlstorfer Hütte                                                                                | Warnow → Ostsee | |                                                              |
| Müritz-Elde-Wasserstraße                             | 180                         | Elde-Verlauf ab Müritzsee (Buchholz)                                                                  | Elbe → Nordsee | staugeregelter Eldelauf | Müritz-Elde-Wasserstraße nördlich von Neustadt-Glewe         |
| Müritz-Havel-Wasserstraße                            | 31                          | Müritz                                                                                                | Havel → Elbe → Nordsee | | Müritz-Havel-Wasserstraße bei Canow                          |
| Mützelburger Beeke                                   | 6                           | Großer Mützelburger See                                                                               | Neuwarper See → Ostsee (Stettiner Haff) | bildet einen Teil der deutsch-polnischen Grenze | Deutsch-polnische Grenze mit Mützelburger Beeke              |
| Nebel                                                | 60                          | Malkwitzer See                                                                                        | Warnow → Ostsee | | Fischtreppe im Verlauf der Nebel bei Kölln                   |
| Neuer Kanal (Strohkirchener Bach)                    |                             | Abzweig aus dem Mühlengraben in Banzkow                                                               | Strohkirchener Bach → Sude → Elbe → Nordsee | |                                                              |
| Nonne                                                | 6                           | Wanzkaer See                                                                                          | Tollensesee → Tollense → Peene → Ostsee | überwindet in kurzem Lauf ca. 41 m Höhenunterschied | Feldsteinbrücke über die Nonne bei Neuhof                    |
| Oberbek                                              | 2                           | Vilzsee                                                                                               | Rätzsee → weitere Seen → Müritz-Havel-Wasserstraße → Havel → Elbe → Nordsee                                                                              | |                                                              |
| Obere Havel-Wasserstraße                             | 97                          | hauptsächlich staugeregelter Oberlauf der Havel                                                       | Havel-Oder-Wasserstraße → Havel → Elbe → Nordsee | |                                                              |
| Ostpeene                                             |                             | östlich von Kargow                                                                                    | Peene → Ostsee | | Ostpeene zwischen Gielow und Malchin im NSG Ostpeene         |
| Peene                                                | 143                         | Abfluss des Großen Sees bei Granzow                                                                   | Ostsee | vom Kummerower See bis zur Mündung nur etwa 30 cm Gefälle | Peene vor Neukalen                                           |
| Peenekanal                                           |                             | künstlich angelegte Wasserstraße im Verlauf der Ostpeene                                              | Westpeene → Peene → Ostsee | angelegt zwischen 1854 und 1861 | Peenekanal an der Gielower Mühle                             |
| Peene-Südkanal                                       | 27                          | Pumpwerk Dersewitz an der Peene                                                                       | Landgraben → Zarow → Stettiner Haff → Ostsee | zwischen 1977 und 1981 angelegt, um bei Bedarf die Friedländer Große Wiese mit Wasser aus der Peene zu versorgen | von der Straße Anklam-Spantekow                              |
| Peezer Bach                                          | 18                          | Steinfelder Holz (Mandelshagen)                                                                       | Breitling → Unterwarnow → Ostsee | |                                                              |
| Plöwenscher Abzugskanal                              |                             | Bruchgebiet auf der Deutsch-Polnischen Grenze zwischen Pampow und Blankensee                          | Randow → Uecker → Stettiner Haff → Ostsee | entwässert das Plöwensche Seebruch | bei der Passage des Plöwenschen Seebruchs                    |
| Poggendorfer Trebel                                  | 17                          | bei Zarnewanz                                                                                         | Trebel → Peene → Ostsee | Quellfluss der Trebel |                                                              |
| Radegast                                             | 34                          | südlich von Gadebusch                                                                                 | Stepenitz → Trave → Ostsee | | Radegast bei Holdorf                                         |
| Radelbach                                            | 7                           | östlich der B105 bei Rövershagen                                                                      | [Radelsee] → Moorgraben → Breitling → Unterwarnow → Ostsee                                                                                               | |                                                              |
| Randow                                               | 68                          | zwischen Schmölln und Grünz (Scheitelpunkt)                                                           | - Uecker → Stettiner Haff → Ostsee - Welse → Hohensaaten-Friedrichsthaler Wasserstraße → Oder → Stettiner Haff → Ostsee                                  | Pseudobifurkation: zwei Mündungen | Wasserwanderrastplatz an der Randow                          |
| Recknitz                                             | 69                          | nördlich von Teterow als Korleputer Mühlenbach                                                        | Saaler Bodden → Ostsee | | Wehr Zarnewitz im Verlauf der Recknitz                       |
| Rögnitz                                              | 52                          | Übergang aus der Beck bei Neu Lüblow                                                                  | Sude → Elbe → Nordsee | | Rögnitz bei Leussow                                          |
| Ryck (im Oberlauf: Ryckgraben)                       | 28                          | bei Bartmannshagen                                                                                    | Ostsee | | Altes Wehr im Verlauf des Rycks bei Greifswald               |
| Schaale                                              | 40                          | Schaalsee                                                                                             | Sude → Elbe → Nordsee | | Schaale bei Kogel                                            |
| Schilde                                              | 40                          | im Naturschutzgebiet Neuendorfer Moor in der Gemeinde Pokrent                                         | Schaale → Sude → Elbe → Nordsee | | Aufgestaute Schilde bei Schildfeld                           |
| Schillerbach                                         | 7                           | bei Gellin                                                                                            | Löcknitzer See → Randow → Uecker → Stettiner Haff→ Ostsee                                                                                                | | an der Mündung in den Löcknitzer See                         |
| Schmaar                                              |                             | nördlich von Helm                                                                                     | Sude → Elbe → Nordsee | Teil des Flusslaufs wird als Kleine Sude bezeichnet |                                                              |
| Schmarler Bach                                       | 8                           | Rostock-Evershagen                                                                                    | Unterwarnow → Ostsee | |                                                              |
| Schlenkengraben                                      | 7                           | südlich von Hoppenrade                                                                                | Nebel → Warnow → Ostsee | |                                                              |
| Schwinge                                             |                             | bei Behrenhoff                                                                                        | Peene → Ostsee | |                                                              |
| Steinbach                                            | 4                           | im Nationalpark Jasmund                                                                               | Ostsee | außerhalb des Nationalparks 1860 vollständig verrohrt und 2003 auf einem kleinen Streckenabschnitt wieder geöffnet | Steinbach in Sassnitz                                        |
| Stendlitz                                            | 3                           | bei Strelitz-Alt                                                                                      | Tiefer Trebbower See → Floßgraben → Havel → Elbe → Nordsee                                                                                               | |                                                              |
| Stepenitz                                            | 52                          | nordwestlich Schwerins                                                                                | Dassower See → Trave → Ostsee | | Stepenitz bei Kirch Mummendorf                               |
| Stör/Störkanal                                       | 20                          | Südufer des Schweriner Sees bei Raben Steinfeld                                                       | Elde → Elbe → Nordsee | bis Banzkow Stör, danach Störkanal: Bau unter Ausnutzung anderer Fließgewässer im Unterlauf | Austritt der Stör aus dem Schweriner See bei Raben Steinfeld |
| Strehlower Bach                                      | 16                          | südlich von Gnevkow                                                                                   | Augraben → Tollense → Peene → Ostsee | | Strehlower Bach bei Strehlow                                 |
| Strohkirchener Bach                                  |                             | Zusammenfluss von Neuem Kanal und weiterem Graben bei Strohkirchen                                    | Sude → Elbe → Nordsee | |                                                              |
| Sude                                                 | 85                          | südöstlich von Renzow                                                                                 | Elbe → Nordsee | | Sude bei Bandekow                                            |
| Swinow                                               |                             | bei Karlsburg                                                                                         | Peene → Ostsee | |                                                              |
| Tarnitz                                              | 14                          | zwischen Muchow und Stolpe                                                                            | Löcknitz → Elbe → Nordsee | |                                                              |
| Temse                                                | 1                           | Bützower See                                                                                          | Warnow → Ostsee | | Temse bei Bützow                                             |
| Teuchelbach (auch Mühlbach, Stadtgraben)             | 22                          | bei Reimershagen                                                                                      | Nebel → Warnow → Ostsee | |                                                              |
| Tiene                                                |                             | Wedendorfer See                                                                                       | Radegast → Stepenitz → Trave → Ostsee | |                                                              |
| Tollense                                             | 68                          | Tollensesee                                                                                           | Peene → Ostsee | | Tollense bei Brook                                           |
| Trave                                                | 124                         | bei Ahrensbök (Schleswig-Holstein)                                                                    | Ostsee | Unterer Flussabschnitt verläuft an westlicher Landesgrenze | Blick vom Stülper Huk, das Mecklenburger Ufer im Hintergrund |
| Trebel                                               | 75                          | Zusammenfluss von Kronhorster und Poggendorfer Trebel im Nordwesten von Grimmen                       | Peene → Ostsee | | Trebel bei Nehringen                                         |
| Uecker                                               | 103                         | bei Alt-Temmen (Brandenburg)                                                                          | Stettiner Haff → Ostsee | | Uecker am Schlossberg                                        |
| Waidbach                                             | 12                          | südlich von Wilsen                                                                                    | Beke → Warnow | |                                                              |
| Wakenitz                                             | 15                          | Ratzeburger See (Schleswig-Holstein)                                                                  | Trave → Ostsee | verläuft abschnittsweise an westlicher Landesgrenze | Neue Straßenbrücke bei Rothenhusen                           |
| Wallensteingraben                                    | 20                          | Nordufer des Schweriner Sees                                                                          | Ostsee | künstlich geschaffener Abfluss des Schweriner Sees unter streckenweiser Ausnutzung vorhandener Gewässer | Wallensteingraben in Dorf Mecklenburg                        |
| Warbel                                               | ca. 22                      | | Trebel → Peene → Ostsee | | Warbel bei Wasdow                                            |
| Warnow                                               | 155                         | in Grebbin                                                                                            | Ostsee | | Warnow in Langen Brütz                                       |
| Weißer Graben                                        |                             | Galenbecker See                                                                                       | Zarow → Stettiner Haff → Ostsee | von 1730 bis 1750 ausgebaut, Hauptentwässerungskanal der Friedländer Großen Wiese | Weißer Graben                                                |
| Westpeene                                            |                             | östlich von Vollrathsruhe                                                                             | Peene → Ostsee | |                                                              |
| Wocker                                               |                             | Granziner Torfmoor                                                                                    | Wockersee → Papiermachergraben → Elde → Elbe → Nordsee                                                                                                   | | Fischhaus an der Wocker in Voigtsdorf                        |
| Wurzenbach                                           |                             | Klein Vielener See                                                                                    | Aalbach → Tollense → Peene → Ostsee | durchfließt den Malliner See |                                                              |
| Zare                                                 | 11                          | östlich von Grambow                                                                                   | Sude → Elbe → Nordsee | |                                                              |
| Zarnow                                               | 15                          | Zusammenfluss mehrerer Entwässerungsgräben bei Göldenitz                                              | Warnow → Ostsee | |                                                              |
| Zarow                                                | 16                          | nordwestlich von Ferdinandshof durch Zusammenfluss von Floßgraben und Landgraben                      | Stettiner Haff → Ostsee | | Zarowmündung ins Haff                                        |
| Ziemenbach                                           | 8                           | Krebssee bei Weisdin                                                                                  | Tollense → Peene → Ostsee | ca. 54 m Höhenunterschied | Ziemenbach zwischen Hohenzieritz und Prillwitz               |
| Ziese                                                |                             | südlich Gustebin                                                                                      | Ostsee | Flussbifurkation: zwei Mündungen (in die Dänische Wiek bei Greifswald und in den Peenestrom bei Wolgast) | Ziese bei Wolgast                                            |